# Marianistische Laiengemeinden

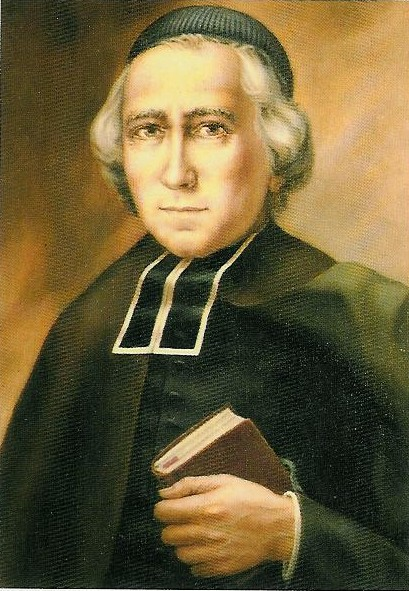
Abbé Guillaume-Joseph Chaminade (1761–1850)

Die Marianistischen Laiengemeinden (MLG) (en.: Marianist Lay Communities (MLC); it.: Comunità Laiche Marianiste (CLM); es.: Comunidades Laicas Marianistas (CLM)) sind römisch-katholische Laienorganisationen, die in Kleingemeinden leben, die Mitglieder haben sich der Missionsarbeit verschrieben. Die Laiengemeinden wurden 1993 in Santiago de Chile unter einer internationalen Leitung zusammengeschlossen und im Jahr 2000 vom Heiligen Stuhl als eine internationale Vereinigung von Gläubigen päpstlichen Rechts anerkannt. Weltweit zählen sie ungefähr 7.000 Mitglieder und sind in 34 Ländern vertreten.

## Geschichte
Zum Jahrhundertwechsel 1800 war in Frankreich die Säkularisation weit vorangeschritten. Um den Laiengläubigen ein Forum anzubieten, versammelten die französischen Kleriker gläubige Laien um sich, die Willens waren innerhalb der säkularisierten Gesellschaft Laiengruppen zu bilden. In den Jahren 1800–1820 entstanden Gemeinschaften von Laiengläubigen, die ihre Spiritualität leben wollten und zu diesem Zweck Gemeinden gründeten. Aus dieser Situation heraus verbreiteten sich diese Modelle schnell auch über die Grenzen Frankreichs.

### Marianistische Familie

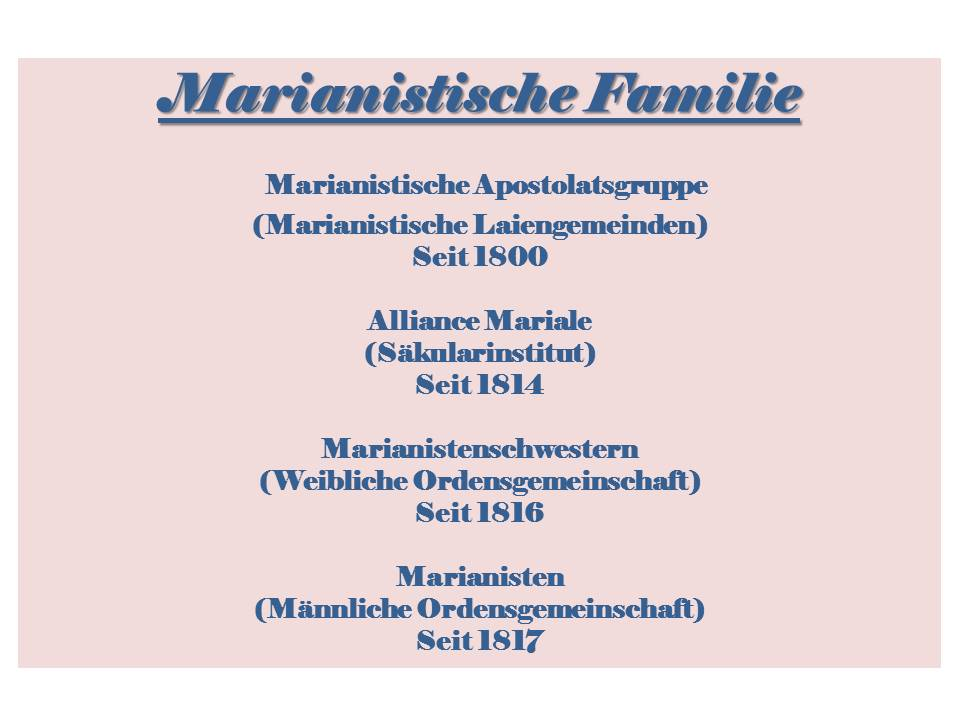
Darstellung der Marianistischen Familie

Die „Marianistische Familie“ führt ihren Ursprung auf die von Abbé Guillaume-Joseph Chaminade (1761–1850), zu Beginn des 19. Jahrhunderts, in Bordeaux gegründeten Mariengemeinschaften zurück. 1996 wird der Weltrat der Marianistischen Familie gegründet, der nun aus vier Zweigen besteht:
- Die früheren „Marianistischen Apostolatsgruppen“ (MAG), die 1801 zunächst als eine Ordensgemeinschaft  errichtet wurden, entwickelten sich zu einer Laiengemeinschaft und führen seit 2000 den Namen „Marianistische Laiengemeinden“ (MLG).[1]
- Der zweite Zweig heißt „Alliance Mariale“ (AM), er entstand 1808 und entwickelte sich zu einem Säkularinstitut.
- Die „Marianistenschwestern“ (FMI)  wurden 1816 ins Leben gerufen und bilden die weibliche Ordensgemeinschaft.
- Als letzter Zweig wurde 1817 die Kongregation der Marianisten (SM) gegründet, die Ordensbrüder und Patres bilden den männlichen Ordenszweig.

### Marianistische Laiengemeinden
1993 trafen sich die weltweit verstreuten Laiengemeinden zum ersten Mal in Santiago de Chile und gaben sich eine internationale Führungsstruktur. 1996 vereinigten sich, jeweils unter eigenständiger Leitung, die vier Zweige zur Marianistischen Familie und setzten ein internationales Leitungsgremium ein. Die Marianistischen Laiengemeinden erhielten am 25. März vom Päpstlichen Rat für die Laien ihr Anerkennungsdekret und wurden in die offizielle Liste der Vereinigungen von Gläubigen aufgenommen.

## Selbstverständnis
Die Mitglieder stellen ihr Leben in den Dienst der „Mission der Kirche in der Welt“. Zu ihrer Schutz- und Leitperson haben sie sich die Gottesmutter Maria erkoren, die ihnen als Vorbild und Erzieherin gilt. Im Namen Mariens wollen sie das Wort des Herrn in die Praxis umsetzen, hierzu lehnen sie sich an die nach dem urchristlichen Charakter gelebten Gemeindeleben an, sie leben und arbeiten in Kleingemeinden.

## Organisation und Ausweitung

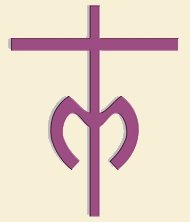
Wappenkreuz der Marianisten

Die MLG gliedert sich in Lokalgruppen, Nationalgruppen und Regionalgruppen. Jede Gruppenebene wird von einer Einzelperson oder einem Gremium geleitet. Es gibt die Regionalgruppe Afrika, Asien, Nordamerika und Europa/Südamerika. Die Generalversammlung findet alle vier Jahre statt, sie wählt ein internationales Leitungsgremium. Es besteht aus einem Präsidenten, den Regionalverantwortlichen für Europa, für Lateinamerika, für Afrika und Nordamerika/Asien, sowie einem geistlichen Berater. Der Hauptsitz ist Fairview (Indiana, USA) beheimatet, die Gemeinden sind in 34 Länder vertreten und folgendermaßen verteilt: Afrika (7), Asien (5), Europa (7), Nordamerika (6), Ozeanien (1) und Südamerika (8).
Das Logo der Laiengemeinschaft besteht aus dem Marianistenkreuz und wird über dem waagerechten Kreuzbalken links mit einem C (Comunità=Gemeinde) und rechts mit einem L (Laicas=Laien) ergänzt.